# Pallas (zespół muzyczny)
Pallas – szkocka grupa muzyczna wykonująca rock neoprogresywny, powstała w 1980.

## Członkowie zespołu
W skład zespołu wchodzą:
- Graeme Murray (gitara basowa, śpiew) (od 1980)
- Niall Mathewson (gitara, śpiew) (od 1978)
- Ronnie Brown (instrumenty klawiszowe) (1979-1987, 1998-obecnie)
- Colin Prazer (perkusja) (od 1998)
- Paul Mackie (śpiew) (od 2010)

Byli członkowie:
- Alan Reed (śpiew) (1986–2010)
- George Gibson (śpiew)
- Brian Wood (śpiew)
- Craig Anderson (śpiew)
- Euan Lowson (śpiew) (1980–1986)
- Dave Taylor (gitara, śpiew)
- Dave Holt (gitar, śpiew)
- Mike Stobbie (klawisze)
- Colin Rae (perkusja)
- Ali Milne (perkusja)
- Derek Forman (perkusja) (1980–98)

## Dyskografia
Albumy studyjne:
- The Sentinel (1984)
- The Wedge (1986)
- Beat the Drum (22 marca 1999)
- The Cross & the Crucible (25 czerwca 2001)
- The Dreams of Men (21 października 2005)
- XXV (27 stycznia 2011)
- Wearewhoweare (15 grudnia 2014)
- The Edge Of Time (2019)

Albumy kompilacyjne: 
- Sketches (ca. 1990) –
- Knightmoves to Wedge (1992)
- Mythopoeia (2002)
- The Sentinel Demos (2009)

Albumy koncertowe: 
- Arrive Alive (1981)
- Live our Lives - 2000 (2000)
- The Blinding Darkness (15 września 2003)
- The River Sessions 1 (2005)
- The River Sessions 2 (2005)
- Live From London 1985 (2005)
- Official Bootleg 27/01/06 (2006)
- Moment to Moment (2008)
- Live At Lorelei (14 lutego 2012)